# Estación de Wimbledon
Wimbledon es una estación de National Rail, Tramlink y Metro de Londres situada en el centro de Wimbledon, en Londres, y es la única estación de Londres que ofrece un intercambio entre la línea principal de ferrocarril, el metro y Tramlink. La estación sirve de enlace para los servicios de la District Line y de los operadores de National Rail (South Western Railway y Thameslink), así como para los servicios de Tramlink. Algunos servicios a primera hora de la mañana en la ruta Thameslink los realiza Southern. La estación está en la zona 3 de Travelcard. Se encuentra a 11,6 km al sur de la estación de Waterloo, en la línea principal del suroeste.
La estación cuenta con 11 andenes. Los andenes 1-4 son para el metro de Londres, los 5 y 8 para los servicios suburbanos interiores, el 9 para el Thameslink y los 10a y 10b para el Tramlink. Los andenes 6 y 7 son adyacentes a las vías rápidas destinadas a los servicios exprés y suburbanos exteriores, pero la mayoría de estos servicios solo paran en Wimbledon durante el Campeonato de Wimbledon de tenis. Debido a que los trenes de larga distancia rara vez hacen paradas programadas en la estación, el acceso a estos andenes se realiza a través de puertas correderas a través de vallas de seguridad instaladas en 2014.